# 胡椒海岸
胡椒海岸（Pepper Coast）是西非沿岸地域的稱呼。位在梅蘇拉多角和帕爾馬斯角之間，現在賴比瑞亞的領土佔胡椒海岸大半。也稱作穀物海岸（Grain Coast）。在某些情况下 （如在地图上所示） 这个术语涵盖更广阔的领域，包括塞拉利昂和科特迪瓦。

## 歷史
15世紀，歐洲航海者為尋找辛香料，在此地登陸，發現類似胡椒的樂園籽（Aframomum melegueta），將此地命名為胡椒海岸。

## 關連項目
- 黃金海岸
- 奴隸海岸
- 象牙海岸